# Бенни Бланко
Бенджамин Джозеф Левин (англ. Benjamin Joseph Levin; род. 8 марта 1988, Рестон, Виргиния, США), более известный под своим сценическим псевдонимом Бенни Бланко (англ. Benny Blanco) — американский рэпер, музыкант, автор песен и музыкальный продюсер. Он написал и спродюсировал песни для таких артистов, как Кэти Перри («California Gurls», «Teenage Dream»), Maroon 5 («Moves like Jagger», «Payphone»), Бритни Спирс («Circus»), Тайо Крус («Dynamite»), Кеша («Tik Tok»), Gym Class Heroes («Stereo Hearts», «Ass Back Home»), Уиз Халифа («Work Hard, Play Hard», «No Sleep»), Трей Сонгз («Heart Attack»), BTS & Snoop Dogg (Bad decisions) .
В начале своей карьеры, Бланко работал с Dr. Luke, а также сотрудничал с Shellback, Райаном Теддером, Бруно Марсом, Ники Минаж, Juice WRLD, Дэном Уилсоном, Майком Познером, Максом Мартином, Шоном Полом и Полом Эпуортом.

## Биография
Бенджамин Джозеф Левин родился и вырос в Рестоне, штат Вирджиния, в еврейской семье Сандры и Эндрю Левин, и братом, который старше его на 6 лет. Он начал создавать хип-хоп-инструментальную музыку в своей комнате и записывать поверх них свой собственный вокал. Его первое серьезное знакомство с музыкой произошло в 1994 году, когда ему было шесть лет, с такими хитами как «The World Is Yours» Nas и «I Swear» All-4-One на кассетах, которые повлияли на его раннее творчество. После ранних экспериментов с созданием битов и записью себя на свой бумбокс, рэп Бланко привлек внимание журнала The Source и руководителей Columbia Records.
Его сценический псевдоним произошел от одноименного вымышленного персонажа (которого сыграл Джон Легуизамо) из фильма 1993 года «Путь Карлито» и был отсылкой к тому, что он был белым рэпером.
Он посещал лагерь Эйри (Camp Airy) в течение многих лет своего детства в Термонте, штат Мэриленд, где он регулярно выступал и вел радиошоу под названием «Ebba Ebba». Бенни Бланко в конечном итоге получил место ученика у продюсера Disco D после многочисленных поездок в Нью-Йорк из своего дома в Вирджинии, чтобы встретиться с лейблами и продюсерами.

## Карьера

### 2007–настоящее время
Наставником Бланко в течение нескольких лет был автор песен и продюсер Dr. Luke, который подписал с ним контракт на работу в своей продюсерской компании "Kasz Money Productions". Под руководством Люка Бланко стал сопродюсером и соавтором многих песен, включая такие хиты, как «Teenage Dream» Кэти Перри, «Tik Tok» Кеши и «Dynamite» Тайо Круза.
В 2008 году он принял участие в написании и продюсировании песни Бритни Спирс «Circus» (совместно с Dr. Luke и Клодом Келли ). Песня достигла третьего места в Billboard Hot 100 и первого места на американском поп-радио и является второй самой продаваемой цифровой песней в Соединенных Штатах, было продано более 3,2 миллионов загрузок по состоянию на июль 2016 года. В мировом масштабе «Circus» вошла в десятку самых продаваемых песен 2009 года с 5,5 миллионами проданных цифровых копий в том году по всему миру, согласно IFPI.
В 2011 году Бланко написал и спродюсировал свои первые хиты, попавшие в чарты, без Dr. Luke, среди которых были «Moves Like Jagger» группы Maroon 5, «Stereo Hearts» группы Gym Class Heroes и «Don't Trust Me» группы 3OH!3. В том же году Бланко продолжил работу над платиновым альбомом Maroon 5 Overexposed и его ведущим синглом «Payphone» при участии Уиз Халифа.
13 июня 2013 года Бланко был удостоен премии молодых талантов имени Хэла Дэвида на 44-й ежегодной церемонии вручения награды Songwriters Hall of Fame, которая присуждается молодым артистам, уже заявившим о себе в музыкальной индустрии.
За прошедшие годы Бенни Бланко записал 29 песен, возглавивших чарты, и получил признание за свои достижения с такими артистами, как BTS, Грейси Абрамс, Эд Ширан, Джастин Бибер, The Weeknd, Селена Гомес, Ариана Гранде, Бритни Спирс, Лана Дель Рей, Мигель, Холзи и Камила Кабельо.
Бланко был назван Продюсером года на церемонии вручения премии iHeartRadio Music Awards 2017.

## Личная жизнь
Бланко состоит в отношениях с Селеной Гомес с июня 2023 года. Они официально объявили о своей помолвке 11 декабря 2024 года после периода слухов в СМИ.

## Дискография

### Синглы
Ниже представлены синглы, попавшие в Топ-10 и достигшие вершины в чартах Billboard Hot 100, Hot 100 Airplay (Radio Songs) и/или UK Singles Chart.
- 2008: «I Kissed a Girl» (Кэти Перри) #1
- 2008: «Hot n Cold» (Кэти Перри) #1
- 2008: «Circus» (Бритни Спирс)
- 2009: «Don’t Trust Me» (3OH!3) #1
- 2009: «Tik Tok» (Кеша) #1
- 2010: «Eenie Meenie» (Шон Кингстон и Джастин Бибер)
- 2010: «Blah Blah Blah» (Кеша)
- 2010: «Your Love Is My Drug» (Кеша) #1
- 2010: «My First Kiss» (3OH!3 и Кеша)
- 2010: «California Gurls» (Кэти Перри и Snoop Dogg) #1
- 2010: «Please Don’t Go» (Майк Познер)
- 2010: «Dynamite» (Тайо Крус)
- 2010: «Teenage Dream» (Кэти Перри) #1
- 2010: «We R Who We R» (Кеша) #1
- 2011: «Blow» (Кеша)
- 2011: «No Sleep» (Уиз Халифа)
- 2011: «Stereo Hearts» (Gym Class Heroes и Адам Левин) #1
- 2011: «Ass Back Home» (Gym Class Heroes)
- 2011: «Moves Like Jagger» (Maroon 5 и Кристина Агилера) #1
- 2012: «Payphone» (Maroon 5 и Уиз Халифа) #1
- 2012: «Work Hard, Play Hard» (Уиз Халифа)
- 2012: «Heart Attack» (Трей Сонгз)
- 2012: «Die Young» (Кеша) #1
- 2012: «Diamonds» (Рианна) #1
- 2013: «Cannonball» (Лиа Мишель)

## Награды и номинации
| Год  | Номинировался                                         | Награда                                                   | Результат |
| ---- | ----------------------------------------------------- | --------------------------------------------------------- | --------- |
| 2011 | Teenage Dream — Кэти Перри Номинировался как продюсер | Grammy Awards — «Альбом года»                             | Номинация |
| 2011 | Бенни Бланко                                          | BMI Awards — «Композитор года»                            | Победа    |
| 2012 | Moves Like Jagger — Maroon 5                          | Grammy Awards — «Лучшее поп-выступление дуэта/группы»     | Номинация |
| 2012 | Moves Like Jagger — Maroon 5                          | BMI Awards — «Самая ротируемая поп-песня»                 | Победа    |
| 2012 | Бенни Бланко                                          | BMI Awards — «Композитор года»                            | Победа    |
| 2013 | Heart Attack — Trey Songz                             | Grammy Awards — «Лучшая R&B-песня года»                   | Номинация |
| 2013 | Payphone — Maroon 5                                   | Grammy Awards — «Лучшее поп-выступление дуэта/группы»     | Номинация |
| 2013 | Overexposed — Maroon 5                                | Grammy Awards — «Лучший вокальный поп-альбом»             | Номинация |
| 2013 | Бенни Бланко                                          | Songwriters Hall of Fame — «Звёздная награда Хэла Дэвида» | Победа    |
| 2013 | Бенни Бланко                                          | BMI Awards — «Urban Songwriter of the Year»               | Победа    |